# Foca (U-Boot)
Die Foca (italienisch für Seehund) war ein U-Boot der Regia Marina. Der von Fiat für die italienische Marine gebaute Prototyp erlangte trotz eines innovativen Antriebes und Bestellungen aus dem Ausland nicht die Serienreife.

## Baugeschichte
Die Foca war das erste von Cesare Laurenti für die Fiat-Werft in Muggiano entworfene U-Boot nach seinem Abschied als Marineingenieur bei der italienischen Marine im Juli 1906. Es war zugleich das erste U-Boot, das nicht selbst von der Königlich Italienischen Marine gebaut wurde, und der erste von Fiat erhaltene Bauauftrag für ein U-Boot.
Das Küstenboot war eine Weiterentwicklung der ebenfalls von Laurenti entworfenen Boote der Glauco-Klasse. Es besaß eine innovative Maschinenanlage mit jeweils zwei in Reihe angeordneten Ottomotoren je Antriebswelle, die bei der Überwasserfahrt drei Propeller antrieben. Bei der Unterwasserfahrt waren nur die beiden äußeren Propeller in Betrieb. Über die beiden äußeren Motoren wurden die Batterien für den Elektromotor aufgeladen, während der mittlere allein dem Antrieb diente.
Obwohl das von Laurenti entworfene U-Boot aufgrund des neu entwickelten Antriebes vielversprechende Leistungen bei der Überwasserfahrt versprach, stimmte die Marine dem Projekt nur mit Vorbehalt zu. Als kritisch betrachtete man den enormen Platzbedarf für die insgesamt sechs Verbrennungsmotoren, die bereits bei der Glauco-Klasse in Verwendung waren, auch wenn das neue U-Boot nur eine geringfügig größere Verdrängung aufwies. Um Platz zu sparen, wurden die Lenzpumpen und die Druckluftkompressoren nicht von Elektromotoren gespeist, sondern mittels einer von Laurenti eigens entwickelten Konstruktion direkt an die beiden äußeren Antriebswellen angeschlossen. Die Skepsis bei der Marine äußerte sich am Ende darin, dass lediglich ein Boot bestellt wurde, das man Foca taufte.
Das U-Boot Foca wurde im April 1907 auf Kiel gelegt und lief am 8. September 1908 vom Stapel. Die schwedische Marine bestellte bei der Fiat-Werft ein zweites baugleiches Boot, das unter dem Namen Hvalen (dt. Wal) am 16. Februar 1909 in Muggiano vom Stapel lief. Auf dem Modell der Foca basierte auch das von der dänischen Marine bestellte und etwas kleinere U-Boot Dykkeren (dt. Taucher).
1937 wurde von der Regia Marina ein zweites U-Boot mit Namen Foca in Dienst gestellt, das Namensgeber der Foca-Klasse war.

## Einsatz und Verbleib
Nach der Indienststellung am 15. Februar 1909 wurde das U-Boot Foca dem Marinestützpunkt im Arsenal in Venedig zugewiesen. Bei der Überführung des Bootes von La Spezia kam es am 26. April 1909 bei einem Zwischenstopp im Hafen von Neapel beim Aufladen der Batterien zu einer Explosion, bei der 14 Besatzungsmitglieder starben. Der bei der Explosion ausgebrochene Brand konnte nur nach dem Fluten des Bootes gelöscht werden. Das Boot musste nach der Bergung nach La Spezia geschleppt werden und anschließend in der Fiat-Werft generalüberholt werden. Auf Drängen der Marineleitung wurde dabei die Maschinenanlage umgebaut und auf zwei Antriebswellen mit vier Ottomotoren reduziert.
1910 konnte das umgebaute Boot seinen Dienst beim 4. U-Boot-Geschwader in Venedig aufnehmen. Bis zum Ersten Weltkrieg diente es als Ausbildungsboot. Nach dem italienischen Kriegseintritt im Mai 1915 wurde es unter dem Kommando von Oberleutnant zur See Piero Ponzio von Brindisi aus mit Küstenschutzaufgaben in der Adria betraut. 1916 wurde es zunächst nach Tarent und im Juli 1916 zur Marinebasis La Spezia verlegt. In La Spezia diente es bis zur Außerdienststellung am 16. September 1918 erneut als Ausbildungsboot für die auf dem Schulschiff der italienischen Marine, Amerigo Vespucci, in Ausbildung befindlichen U-Boot-Fahrer.